# Aristida arida
Aristida arida är en gräsart som beskrevs av Bryan Kenneth Simon. Aristida arida ingår i släktet Aristida och familjen gräs. Inga underarter finns listade i Catalogue of Life.